# Fritz Kasparek

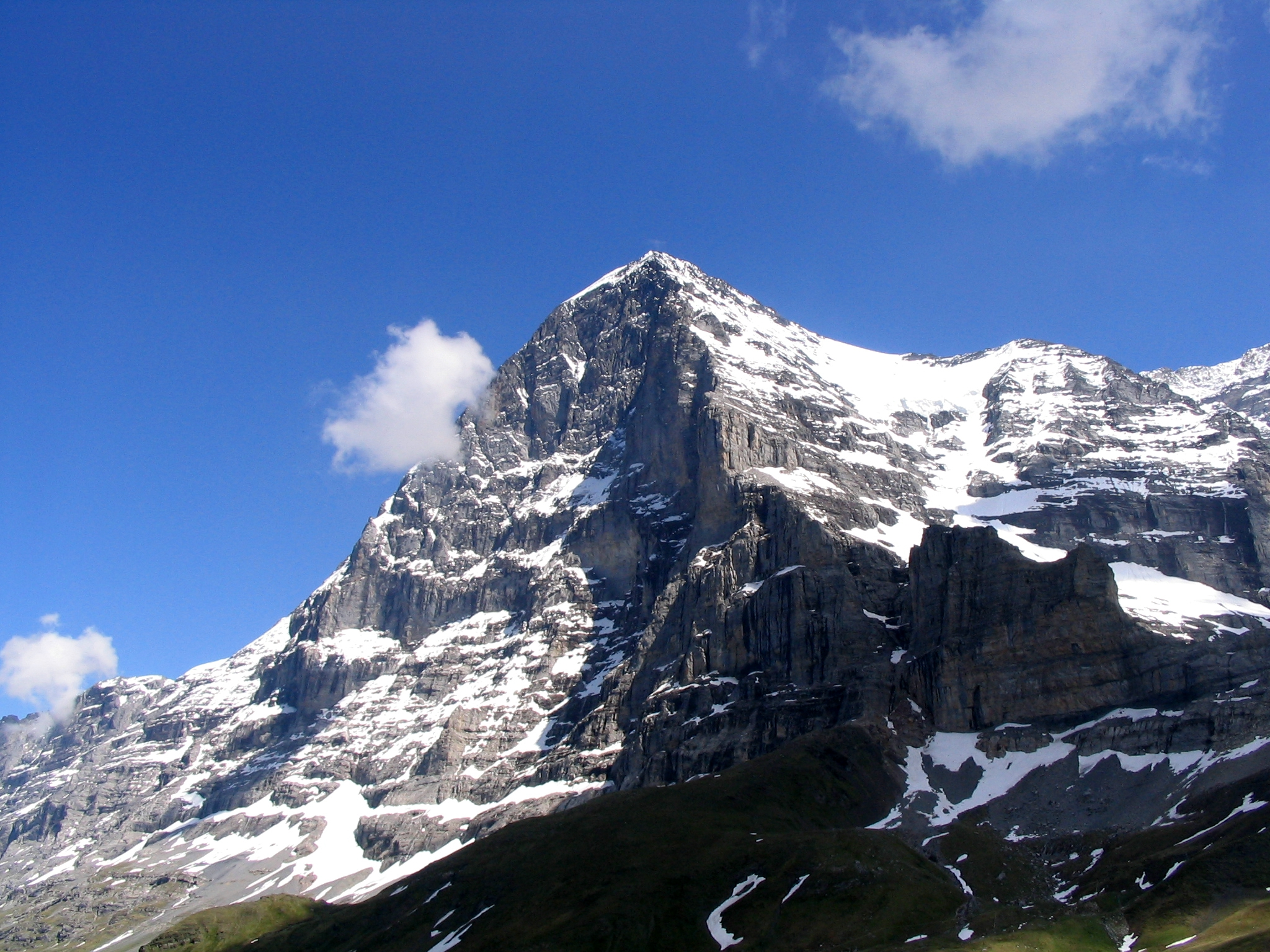
Face norte do Eiger

Fritz Kasparek (1910 Viena, Áustria - 1954, Salcantay, Peru), um alpinista austríaco morto na cordilheira dos Andes no Peru.
O seu nome ficou intimamente ligado à conquista das grandes vertentes norte dos Alpes com a conquista da face norte do Eiger na companhia de Heinrich Harrer, o seu compatriota e companheiro de cordada, e dos azes alemães Anderl Heckmair e Ludwig Vörg encontrados durante a ascensão e que se juntaram aos guias.

## Ascensões
- 1938 - Invernal da  Cima Grande no Lavaredo, Março
- 1938 - Face norte do Eiger , verão